# Tadeusz Kędziak
Tadeusz Kędziak (ur. 21 listopada 1959 w Zelowie) – polski polityk, architekt, poseł na Sejm IV kadencji.

## Życiorys
W 1985 ukończył studia na Wydziale Budownictwa i Architektury Politechniki Łódzkiej. Do 1991 pracował jako asystent i projektant w biurach projektowych, następnie do 1993 był architektem miejskim w Bełchatowie. W 1994 zaczął prowadzić własną pracownię architektoniczną.
W wyborach samorządowych w 1998 bezskutecznie ubiegał się o mandat radnego powiatu bełchatowskiego z listy Akcji Wyborczej Solidarność. W wyborach parlamentarnych w 2001 uzyskał liczbą 3853 głosów mandat na Sejm IV kadencji. Startował z listy Ligi Polskich Rodzin w okręgu piotrkowskim, następnie przeszedł do koła poselskiego Ruchu Odbudowy Polski (będąc jednocześnie działaczem Ruchu Katolicko-Narodowego Antoniego Macierewicza). W 2005 zamierzał ubiegać się o reelekcję z ramienia Ruchu Patriotycznego, jednak partia ta nie zarejestrowała w jego okręgu listy wyborczej. Rok później bezskutecznie kandydował na radnego sejmiku łódzkiego z ramienia Prawa i Sprawiedliwości.